# チャンス〜トライアングルセッション〜
『チャンス〜トライアングルセッション〜』は、2001年5月20日から8月26日まで、テレビ東京系で放送された日本のアイドルアニメ、漫画作品。放送開始1週間前の5月13日には特別番組も放送している。毎週日曜日25:30から26:00が放送枠になっていた。

## 概要
トライアングルセッションは、一度1999年にアニメ化を目指して文化放送の超機動放送アニゲマスターの1コーナーとして『まゆみ・あつこ・まりあのトライアングルセッション'99』というタイトルで放送（パーソナリティは、飯塚雅弓・榎本温子・山本麻里安）され、ドラマCD（全4巻）化などのメディアミックスが進められ、2000年になり『トライアングルセッション』というタイトルで30分番組として独立するなど好評であったが、この時にはアニメ化は実現しなかった。
なお、この時の設定では主人公の3人は「日野本3姉妹」のアカリ（長女）・ユウキ（次女）・ノゾミ（三女）として登場し（声優は同じ）、他にはライバル役としてレイカ（声：川澄綾子）、3姉妹の所属事務所の社長（声：池田秀一）、レイカの所属事務所の社長（声：金月真美）が登場する。なお、主人公3人やレイカの設定は、アニメ版と大幅に異なる。後に作られたアニメ版と違ってコメディの要素が強く、池田が副業として屋台のラーメン屋を営んでいるオカマ社長を担当し、金月が高飛車なセレブ系社長を担当するという取り合わせだった。

## あらすじ
水嶋アカリ、青山ユウキ、海原ノゾミの3人は、トップスター・レイカのコンサート会場で偶然の出会いを果たす。そして、いつかは自分もレイカのような歌手になってみせると心に誓い、秋葉音楽スクールに入学。3人は厳しいレッスンをこなしながらライバルとの競争と試練を乗り越え、やがてアイドルグループ「R-3」として音楽界の栄光を目指してゆく。

## 登場人物

### R-3
M&Kレコード新人オーディション開催にあたり、キサラギが結成させたアイドルグループ。メンバーは水嶋アカリ、青山ユウキ、海原ノゾミの3人。
それぞれが自分の才能を引き出しあい、メロディーが調和し合っていることから、「3つの共鳴体（resonant）」の意味がある。つまり、3人が共にいることで真のメロディーが生まれるのであって、一人でも欠けるとその質は落ちる。
水嶋 アカリ（みずしま アカリ）
声 - 飯塚雅弓
主人公。神父に拾われた孤児だったが、そんなことを感じさせない明るい少女。レイカの歌声を聞き、歌手になりたいと思い、キサラギの経営する「秋葉音楽スクール」に入学した。
教会に住んでいて、よく人前で歌っていた。ユウキとノゾミとは仲が良く、共に励ましあい、才能を見出す。少々感情的になりやすいユウキやノゾミのフォロー役で、どんな時も冷静に、2人をリードする。快人とは親しく、悲しい事があると、彼によく相談していた。
入学1週間でSクラスに抜擢、キサラギに歌手になるチャンスを与えられ、長年通っている先輩たちから酷く苛められた時、キサラギが提案した歌唱テストが、ノゾミ、ジュンとは息が合わず失敗。相次ぐ悲しみを乗り越え、他人からは「別人のようだ（褒め言葉）」と言われるのも、彼の存在があったからである。次第に、彼女にとって快人は、相談に乗ってくれるお兄さんではなく、それ以上の存在になっていった。快人が死んだ時は放心状態になり、音楽スクールへも通わなくなる。しかし、快人との約束を果たそうと決意し、再び通い始める。
様々な苦難を乗り越え、成長した彼女は、今後悩みなどは一人で解決できるようになり、逆にユウキやノゾミの相談役のお姉さんになる。
青山 ユウキ（あおやま ユウキ）
声 - 榎本温子
至って頑張り屋の少女。ライブハウスの裏方が主な仕事。当初はアカリやノゾミと同じく、「秋葉音楽スクール」に入学する予定だったが、貯めたお金の入った鞄がスリにあい、入学することができなくなった。途方に暮れ、町を徘徊していた時、歌声に惚れたストリートミュージシャンにボーカルを頼まれ、歌うことになる。その後、次第に人が集まるようになり、インターネット上にファンクラブができるまでにのぼり詰めた。知名度も人気も高まった結果、キサラギの目にとまり、念願の「秋葉音楽スクール」Sクラスの入学を果たす。
アカリやノゾミとは、レイカのコンサートで知り合っており、すぐに打ち解けられた。
海原 ノゾミ（かいばら ノゾミ）
声 - 山本麻里安
財閥企業家の娘で、お嬢様らしく何一つの苦労もなく自由に生きてきた。そのために少々他人には失礼な言動をして怒らせることがある。過保護な両親には嫌がっている部分があり、一人で生きていきたいと思い始める。
レイカを尊敬、憧れており、彼女を「レイカ様」と呼ぶ。その心は本物で、秋葉音楽スクールに入学したのも、レイカに会えるかもしれないと思ったから。アカリ達と練習するにつれ、憧れだけではなく、自分も彼女のようになりたいと思い始め、歌手を目指す。

### 芸能関係者
森村 ジュン（もりむら ジュン）
声 - 植田佳奈
アカリたちのライバルで、「孤高のアイドル」。
キサラギに才能を認められ、Sクラスに入る。自分の才能に自信を持っていて、それに相当する実力の持ち主。ゆえにプライドが高く、目上の人以外小馬鹿にする。当初は「自分の才能についてこられない、足手まとい。」と、アカリとノゾミを拒み、2人が仲良くしようとするが応じず、後に入学するユウキの件もあり、ますます孤独になっていく。だがそれは自分の望んだことで決して悔やんではおらず、むしろ喜んでいる。練習は部屋ではなく屋上でやっている（アカリ達がいるから）。
当初はアカリとノゾミとジュンの3人を組ませる予定だったが、波長が合わずに断念。
レイカ
声 - 國府田マリ子
アカリ達の憧れ的存在。天涯孤独の身だったが、キサラギに才能を見い出されてトップスターの地位をものにしている。時折3人が道を踏み外しそうになった時や、大事な局面に立たされている時に現れ助言する。おかげで3人は何度も助けられ、レイカは日々成長していく後輩たちを見ていた。
小さい頃は親に虐待を受け、体中が傷だらけの状態で、毎日「あなたはいらない子」と蔑まれ続けたため孤独ということに敏感。
ある日キサラギの歌を聴き、涙を流して感動し、自分も彼女のような歌手になりたいという生きる希望をもつ。
秋葉 キサラギ（あきば キサラギ）
声 - 大輝ゆう
レイカの所属事務所である「秋葉ミュージックオフィス」の主宰・「秋葉音楽スクール」代表。レイカを育てた人物。昔、アイドル界の頂点に立っていた人物で、人気絶頂の時にいきなり謎の引退発表をした。
無口で無表情、自分が決めたことは絶対に曲げない頑固さなど、厳しいように見えるが実はとても優しく、レイカやアカリ達3人を自分の子供のように大切に育ててきた。
杉野 シロー（すぎの シロー）
声 - 郷田ほづみ
作詞家。「秋葉音楽スクール」講師として、アカリ達を指導する。キサラギとは彼女が現役時代からの付き合い。

### その他
香坂 快人（こうさか かいと）
声 - 子安武人
小学校の教師を目指す大学2年生。アカリのよき相談相手の「お兄さん」。何か嫌なことがあった時、落ち込むアカリを常に励まし、生きる勇気を与える彼女の心の支え。彼女とはとても仲が良く、快人の友達という関係から恋人同士だと間違えられることもある。
アカリの歌手デビューを応援し、音楽スクールに通い始めたため、教会の手伝いがあまりできなくなった彼女に代わり、手伝うようになる。その後も教会の手伝いを続ける中、アカリの相談も快く乗り、彼女にとって無くてはならない存在になっていた。
ある時、アカリと「どちらが先に夢を実現するか」、競争の約束をする。しかし、風船を取ろうと道路に飛び出した子供を助けようと自分も飛び出し、トラックに撥ねられ帰らぬ人となった。亡くなった後も度々アカリの前に現れ、今も彼女の心の中で生き続けている。
サムエル
声 - 中博史
アカリの暮らしている教会の神父。孤児のアカリを引き取り、その成長を見守ってきた。
「静かな生活を送ってもらいたい」との想いから、アカリが音楽スクールに入学しようとすることを反対した。彼女が音楽スクールに入り、芸能界への一歩を踏み出してからはその身を案じている。
おとき
声 - くまいもとこ
教会で働くおばさんで、アカリの母親的存在。歌手を目指すアカリを応援する。
大石 彦左（おおいし ひこざ）
声 - 長島雄一
海原家の執事。何よりもノゾミのことを考える彼女の良き理解者。自らノゾミの味方と言い、主人にも逆らったことがある。しかし、ノゾミや彼女の関わっている人物以外には冷たく、車で人を撥ねても謝らない等、たまに周りが見えなくなり暴走する。
レイカのコンサート会場では、ノゾミがレイカにバラの花束を渡すために関係者以外立ち入り禁止の舞台前まで突破、止めに来るガードマンを背負い投げでなぎ倒し、犯罪行為まで行っている。

## 専門用語
音楽の天使
音楽業界に存在するとされ、この天使に微笑まれた者だけが栄光の道を進むことができるという伝説がある。キサラギやレイカがその人物にあたり、いずれも大成功を収めている。
神のような扱いを受けており、その伝説を知る者や、存在を信じている者は数少ない。キサラギは、天使に「微笑まれる」可能性がある人材を見抜くことができ、アカリ達3人やジュンも、レイカに続く歌手として、彼女の下でレッスンを受けることになる。
M&Kレコード
音楽業界の大手企業。毎年、新人オーディションを開いていて、それがトップアイドルになるための登竜門とされている。よってここに出場する人達はみな、事務所の一番。レイカもここからのし上がった。
通常非公開で、関係者以外立ち入りはできないが、R-3・ジュンが参加したのは、創立30周年記念として、特別に公開オーディションとなった。よって例年よりも重要さが増し、最優秀のR-3は一躍有名になった。

## スタッフ
- 監督 - 工藤進
- シリーズ構成 - 相馬和彦
- キャラクターデザイン - 室井ふみえ
- プロップデザイン - 常木志伸
- クリエイティブバイザー - 香月邦夫
- 美術監督 - 金子英俊
- 色彩設計 - 児玉尚子
- 撮影監督 - 今泉秀樹
- 編集 - 瀬山武司
- 音楽 - 原田末秋
- 音楽プロデューサー - 松井五郎
- 音響監督 - たなかかずや
- プロデューサー - 小林信一
- アニメーション制作 - マッドハウス
- アニメーション制作協力 - スタジオマトリックス
- 製作 - CHANCE TS PROJECT（avex entertainment、ADVフイルムズ、ディーライツ）

## 主題歌
オープニングテーマ「Pure Blue」
作詞 - 矢島稚子、松井五郎 / 作曲 - 桑原秀明 / 編曲 - ケンちゃん / 歌 - 飯塚雅弓、榎本温子、山本麻里安
エンディングテーマ「Love Forever」
作詞 - 松井五郎 / 作曲・編曲 - ケンちゃん / 歌 - 飯塚雅弓、榎本温子、山本麻里安

## 各話リスト
| 話数 | サブタイトル | 脚本         | 絵コンテ                     | 演出              | 作画監督                       |
| ---- | ------------ | ------------ | ---------------------------- | ----------------- | ------------------------------ |
| 1    | Angel        | 川嶋澄乃     | 工藤進                       | 木村寛            | 香月邦夫 中原清隆              |
| 2    | Distiny      | 相馬和彦     | 工藤進 香月邦夫              | 関田修            | 石井由美子                     |
| 3    | Class S      | 相馬和彦     | 大久保富彦                   | 牛草健            | 関口雅浩 小川浩司              |
| 4    | fortissimo   | 川嶋澄乃     | ムトウユージ                 | 水野健太郎        | 村上元一 中原清隆              |
| 5    | Love Song    | 大久保智康   | 高田淳                       | 林有紀 平田邦夫   | 祝浩司                         |
| 6    | Memory       | 川嶋澄乃     | 菊池一仁 香月邦夫            | 木村寛 香月邦夫   | 坂井久美子 香月邦夫            |
| 7    | Resonance    | 川嶋澄乃     | 菊池一仁                     | ちくいちしん      | 日高真由美 石井由美子          |
| 8    | Audition     | 川嶋澄乃     | 小出正之                     | 則座誠            | 伊東克修 柾木犬一              |
| 9    | Blindly      | 筆安一幸     | ムトウユージ 小島正士 松尾慎 | 木村寛            | 石井由美子 室井ふみえ          |
| 10   | Advance      | ときたひろこ | 菊池一仁 香月邦夫 室井ふみえ | 工藤進 室井ふみえ | 松岡秀明 中島敦子              |
| 11   | Past         | 川嶋澄乃     | 斎藤哲人                     | 高瀬節夫          | 桑名郁朗                       |
| 12   | Beginning    | 大久保智康   | うえだひでひと 小川浩司      | 木村寛 小川浩司   | 川畑えるきん 村上勉 小川浩司   |
| 13   | Angels       | 相馬和彦     | 斎藤哲人                     | 工藤進            | 石井祐美子 室井ふみえ 香月邦夫 |

1. 1 2 3 4 5 6  音楽シーン
2. 1 2 3 4 5  Mシーン
3. 1 2  総作画監督

## コミック版
コミック版は、角川書店の『月刊エースネクスト』で河澄翔によって連載された。
- 2001年9月 ISBN 4-04-713449-X